# Barty
Barty (deutsch Barten) ist eine Ortschaft in der Woiwodschaft Ermland-Masuren im nordöstlichen Polen. Der Ort gehört zur Gmina Zalewo (deutsch Saalfeld) im Powiat Iławski.

## Geographie
Barty liegt in der Moränenlandschaft des Oberlands, etwa sechs Kilometer östlich von Zalewo. Die Gemarkung berührt an ihrem südlichsten Punkt den Nehmensee. Durch den Süden der Gemarkung führt die Droga wojewódzka 519 (die ehemalige Reichsstraße 126). Die Ortslage von Barty liegt etwa 500 Meter nördlich der Hauptstraße 519 an der Straße nach Jarnołtowo (deutsch Groß Arnsdorf). 

## Geschichte
Barten wurde vom Deutschen Orden als Gut eines Kleinen Freien gegründet. 
In der Mitte des 19. Jahrhunderts (Statistik von 1848) waren Barten (als Barthen) und das südlich benachbarte Woritten Vorwerke des adligen Guts Terpen, gehörten aber spätestens 1874 zum Gutsbezirk Groß Arnsdorf. Seit 1874 gehörte der Gutsbezirk Groß Arnsdorf zum damals geschaffenen Amtsbezirk Arnsdorf im Kreis Mohrungen.
Bald nach 1919 wurde das Vorwerk Barten durch die Ostpreußische Landgesellschaft in mehrere Bauernhöfe geteilt und aufgesiedelt. Im Jahr 1926 wurden die beiden Gemarkungen Barten und Woritten (insgesamt 532,4609 Hektar) aus dem Gutsbezirk Groß Arnsdorf ausgegliedert und bildeten fortan die Landgemeinde Barten. Die Zugehörigkeit zum Amtsbezirk Arnsdorf blieb dabei unverändert. Diese Verwaltungszugehörigkeit bestand bis 1945.
Die Gemeinde Barten hatte im Jahr 1933 263 Einwohner und im Mai 1939 269 Einwohner.
In Barten gab es bis 1945 eine zweiklassige Volksschule, die 1923/24 einen Erweiterungsbau erhielt. Zum Schulbezirk gehörten die Ortschaften Barten, Drenken, Posorten, Terpen und Woritten. Das Schulgebäude lag abseits geschlossener Bebauung an der Kreuzung der Reichsstraße 126 mit der Gemeindestraße von Barten nach Terpen und damit ungefähr gleich weit von jeder Ortschaft seines Einzugsgebietes entfernt.
Nach der Eingliederung in den polnischen Staat wurde Barten 1945 in Bartoszewo und 1946 in Barty umbenannt. Der Ort bildete ab 1954 eine eigene Gromada im Powiat Morąski; diese wurde aber bereits 1957 als zu klein wieder aufgelöst. Seit spätestens 1973 gehört Barty zur Gmina Zalewo und ist Sitz eines Schulzenamtes, zu dem noch Pozorty und Tarpno gehören.